# Comuna Lipănești, Prahova
Lipănești este o comună în județul Prahova, Muntenia, România, formată din satele Lipănești (reședința), Satu Nou, Șipotu și Zamfira.

## Așezare
Comuna se află pe malul stâng al Teleajenului, la nord-vest de orașul Boldești-Scăeni. Este străbătută de șoseaua națională DN1A, care leagă Ploieștiul de Brașov prin Vălenii de Munte. Din aceasta, lângă Lipănești, se ramifică șoseaua județeană DJ217, care trece pe la mănăstirea Zamfira și duce mai departe spre Dumbrăvești. Prin comună trece și calea ferată Ploiești Sud-Măneciu, pe care este deservită de halta de călători Lipănești.

## Demografie
Componența etnică a comunei Lipănești
     Români (94,68%)
     Romi (1,04%)
     Alte etnii (0,06%)
     Necunoscută (4,22%)
Componența confesională a comunei Lipănești
     Ortodocși (91,83%)
     Penticostali (2,83%)
     Alte religii (0,51%)
     Necunoscută (4,83%)
Conform recensământului efectuat în 2021, populația comunei Lipănești se ridică la 5.264 de locuitori, în scădere față de recensământul anterior din 2011, când fuseseră înregistrați 5.308 locuitori. Majoritatea locuitorilor sunt români (94,68%), cu o minoritate de romi (1,04%), iar pentru 4,22% nu se cunoaște apartenența etnică. Din punct de vedere confesional, majoritatea locuitorilor sunt ortodocși (91,83%), cu o minoritate de penticostali (2,83%), iar pentru 4,83% nu se cunoaște apartenența confesională.

## Politică și administrație
Comuna Lipănești este administrată de un primar și un consiliu local compus din 15 consilieri. Primarul, Robert Viorel Nica[*], de la Partidul Național Liberal, este în funcție din 2004. Începând cu alegerile locale din 2024, consiliul local are următoarea componență pe partide politice:
|  | Partid                          | Consilieri | Componența Consiliului | Componența Consiliului | Componența Consiliului | Componența Consiliului | Componența Consiliului | Componența Consiliului | Componența Consiliului | Componența Consiliului |
|  | ------------------------------- | ---------- | ---------------------- | ---------------------- | ---------------------- | ---------------------- | ---------------------- | ---------------------- | ---------------------- | ---------------------- |
|  | Partidul Național Liberal       | 8          |                        |                        |                        |                        |                        |                        |                        |                        |
|  | Partidul Social Democrat        | 6          |                        |                        |                        |                        |                        |                        |                        |                        |
|  | Alianța pentru Unirea Românilor | 1          |                        |                        |                        |                        |                        |                        |                        |                        |

## Istorie
În trecut, satele ei făceau parte din comuna Boldești, satul Lipănești fiind chiar reședința acesteia.
Comuna Lipănești s-a înființat în anii 1940, prin separarea satelor Lipănești, Șipotu și Satu Nou de comuna Boldești din județul Prahova. În 1950, ea a fost inclusă în raionul Ploiești din regiunea Prahova, și apoi (după 1952) din regiunea Ploiești. În 1968, la reînființarea județului, comuna a fost rearondată județului Prahova, primind și satul Zamfira (anterior în comuna Măgurele).

## Monumente istorice

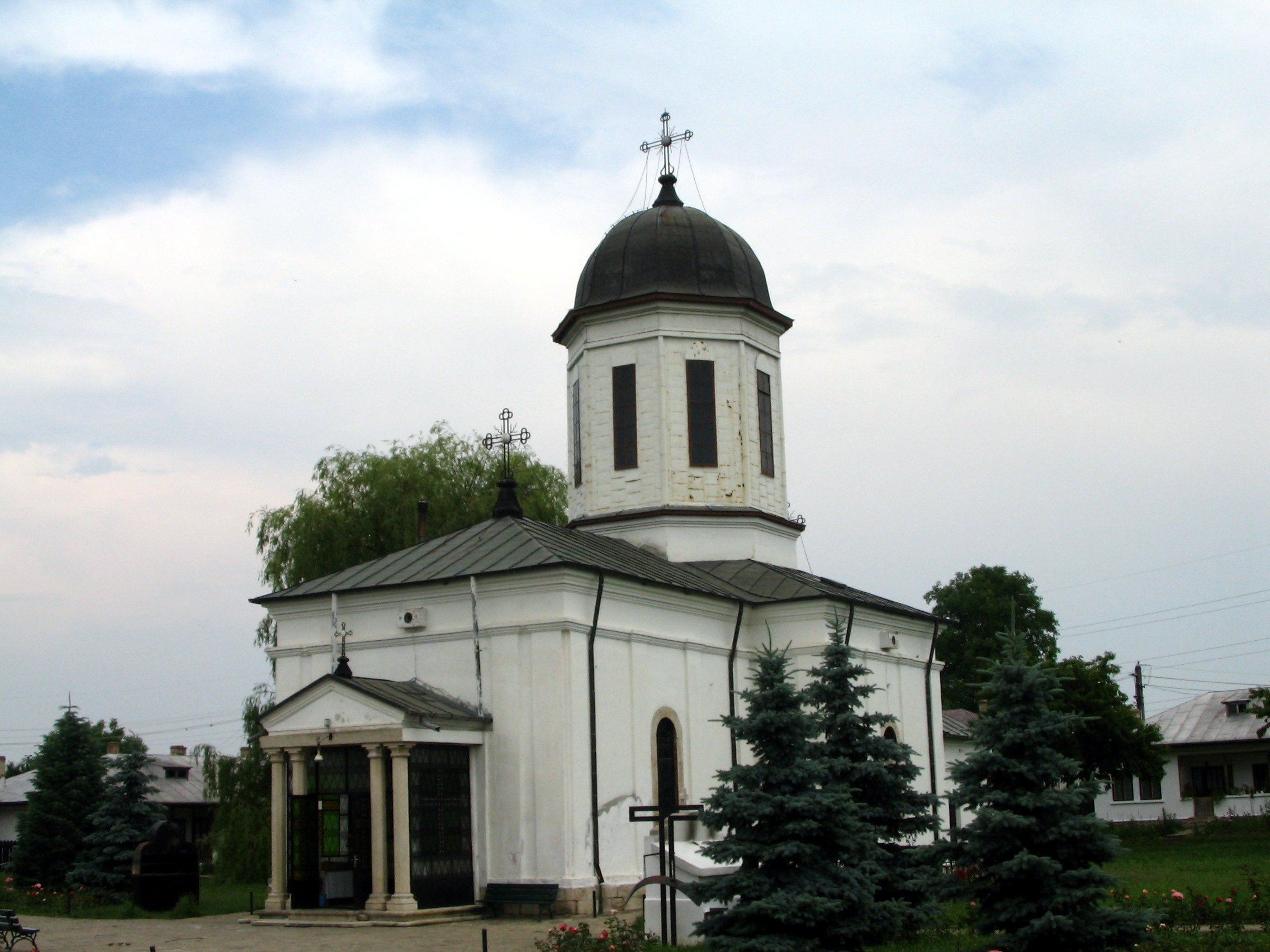
Biserica „Înălțarea Domnului” și „Sfântul Nifon” a mănăstirii Zamfira

În comuna Lipănești se află mănăstirea Zamfira (1855–1857), monument istoric de arhitectură de interes național, ansamblu aflat în satul Zamfira și alcătuit din biserica „Înălțarea Domnului” și „Sfântul Nifon”-Mare (a cărei pictură a fost realizată de Nicolae Grigorescu), și biserica „Sfânta Treime” (1743) din cimitir. Tot în zona mănăstirii, vis-a-vis de biserica „Sfânta Treime”, se află beciul conacului din secolul al XVII-lea, astăzi depozit.